# Камбурцано
Камбурцано (итал. Camburzano) је насеље у Италији у округу Бијела, региону Пијемонт.
Према процени из 2011. у насељу је живело 489 становника. Насеље се налази на надморској висини од 429 м.

## Становништво
| 1936. | 1951. | 1961. | 1971. | 1981. | 1991. | 2001. | 2011. |
| ----- | ----- | ----- | ----- | ----- | ----- | ----- | ----- |
| 810   | 1.027 | 1.103 | 1.230 | 1.308 | 1.223 | 1.184 | 1.227 |